# Der Tinder-Schwindler
Der Tinder-Schwindler ist ein Dokumentarfilm von Felicity Morris über die wahre Geschichte des Hochstaplers und Betrügers Simon Leviev (Geburtsname: Shimon Hayut). Er bestritt mit Romance Scam über die App Tinder seine Luxusausgaben und gab sich so als Milliardär aus. Der Film zeigt Interviews mit den Opfern, von diesen einbehaltene authentische Fotos, Videos und Chat-Verläufe sowie nachgespielte Szenen. Über die Geschichte wurde erstmals 2019 im Rahmen einer dreiteiligen Reportage in der norwegischen Zeitung Verdens Gang berichtet, an die sich eine der Frauen gewandt hatte.
Der Film wurde am 2. Februar 2022 auf Netflix veröffentlicht. Netflix plant außerdem einen Spielfilm aus der Geschichte zu machen.

## Handlung
Der Tinder-Schwindler, Simon Leviev, benutzt die App Tinder, um Frauen kennenzulernen. Im Laufe des Datings beginnt er davon zu erzählen, dass er in Gefahr sei. Er gibt vor, seine Kreditkarten nicht mehr verwenden zu können und fragt nach Geld, welches seine Opfer ihm zur Verfügung stellen und nie zurückgezahlt bekommen.
Cecilie Fjellhøy erzählt von ihrem Erlebnis. Sie und Simon trafen sich nach dem Tinder-Match am selben Tag in London zum Kaffee. Da Simon direkt am nächsten Tag London verlassen muss, fragt er, ob sie mitkommen will. Sie stimmt zu und erlebt bisher nie gekannten Luxus. Simon gibt vor, Diamantenhändler und deshalb reich zu sein. Nach längerer getrennter Zeit treffen sie sich in Oslo und beginnen eine Liebesbeziehung. Nach einiger Zeit fragt er sie, ob sie in London zusammenziehen wollen. Sie stimmt zu und sucht eine gemeinsame Wohnung. Als er vorgibt, in Gefahr zu sein, verlangt er Geld, welches sie ihm zur Verfügung stellt. Vorgeblich um vor der Gefahr zu fliehen, fliegt er nach Stockholm und besucht Pernilla Sjöholm. Auf Kosten von Cecilie, wofür sie mehrere Darlehen aufnehmen muss, bestreitet er seinen Luxusalltag mit Pernilla. Am Ende hat Cecilie Schulden in Höhe von 250.000 Euro. Er gibt ihr einen Scheck über 500.000 Euro, der aber von der Bank nicht akzeptiert wird. Auf Nachfragen blockt Simon ab. Obwohl sie die Beziehung abbricht, droht er ihr weiter, dass sie aufgrund dessen mit Konsequenzen rechnen müsse.
Pernilla Sjöholm aus Stockholm lernt Simon in Amsterdam kennen. Auch wenn sie keine Liebesbeziehung beginnen und sie lediglich von ihm in exklusive Clubs u. Ä. mitgenommen wird, beginnt er nach einiger Zeit bei ihr das gleiche Verhalten an den Tag zu legen wie bei Cecilie, sogar mit den gleichen Bildern, die die Gefahr beweisen sollen. Auch Pernilla nimmt daraufhin schnelle, aber teure Kredite auf, um ihn zu unterstützen.
Cecilie geht mit ihrer Geschichte zu Verdens Gang, einer norwegischen Tageszeitung. Mit den WhatsApp-Verläufen und ihren Dokumenten recherchieren sie weiter. Sie finden Pernilla und schreiben sie auf Instagram an. Dann erfährt auch sie, dass sie betrogen wurde. Simon hat im Ergebnis ein Ponzi-System aufgebaut. Mit dem Geld der ehemaligen Freundin bezahlt er die Ausgaben, während er Zeit mit seiner neuen Freundin verbringt.
Die Journalisten versuchen Simon in München zu finden. Vor dem Hotel Mandarin Oriental im Zentrum schaffen sie es, Fotos von ihm zu machen. Simon bemerkt die Kamera aber und verschwindet. Als Verdens Gang den Zeitungsartikel veröffentlicht, erhalten die Opfer Hasskommentare bei den sozialen Medien, aber auch wohlwollende Kommentare. Verdens Gang hat viele Nachrichten von weiteren Betroffenen bekommen.
Ayleen Charlotte, ein weiteres Opfer von Simon, sitzt im Flugzeug und ist zu diesem Zeitpunkt mit Simon in einer Liebesbeziehung. Sie findet den Artikel von Verdens Gang. Dabei erkennt sie, dass sie auf denselben Betrug hereingefallen ist. Ayleen Charlotte will dafür sorgen, dass Simon gefasst wird. Sie gibt deshalb vor, dass sie trotz des Artikels weiter auf Simons Seite stehe. Sie weiß, dass er in Prag ist, und geht zu ihm. Um Geld zu besorgen, schlägt sie vor, seine Designer-Kleidung zu verkaufen. Er lässt sich darauf ein. Er plante auch schon, eine neue Identität anzunehmen. Als sie wieder getrennt sind, verkauft sie seine Kleidung und belügt nun Simon, dass sie die Kleidungsstücke noch nicht verkauft habe. Als er das merkt, wird er aggressiv und droht ihr. Als er schreibt, dass er nach Athen wolle und eine ihrer Nachrichten nicht zugestellt werden kann, weiß sie, dass er im Flugzeug ist. Sie findet auch heraus, in welchem Flugzeug er sich befinden muss. Diese Information schickt sie der Polizei. Diese kann ihn daraufhin festnehmen.

## Rezeption
Der Film hat auf Rotten Tomatoes eine Zustimmungsrate von 96 %. Zusammenfassend soll es eine handwerklich solide Dokumentation sein, die ein suchterregendes Erlebnis für True Crime Fans biete.
Gerrit-Freya Klebe vom Stern hält den Film für lehrreich: „Die zweistündige Netflix-Dokumentation lässt einen nachdenklich zurück. Wie viel sind wir bereit, für eine vermeintliche Liebe zu geben? Was muss passieren, damit man die rosarote Brille abnimmt? Spätestens, wenn das Date nach Geld fragt, sollte man hellhörig werden. Das ist wohl das, was man mitnehmen soll aus der Doku.“ Ferdinand Meyen würdigt beim Bayerischen Rundfunk die Verknüpfung von Liebe und Kapitalismus: „‚Der Tinder-Schwindler‘ ist die Doku der Stunde. Sie zeigt, wie ein Mann Frauen kaltblütig in Schulden stürzte. Der Grund für den Erfolg seiner Masche könnte mit der Zerstörung der Liebe durch den Kapitalismus zusammenhängen.“ Auch die ästhetische Herangehensweise von Felicity Morris wurde hervorgehoben, da sie aufzeige, wie die Realität und die virtuelle Realität ausgebeutet werden können. Dies zeige die Gefahren bei der Nutzung von Smartphones auf.
Im Filmdienst wurde dagegen die Emotionalisierung kritisiert: „Da ansonsten bis auf Aussagen von Journalisten der norwegischen Zeitung VG kaum erweiternde Perspektiven integriert werden und wenig an Recherche-Eigenleistung der Filmemacher erkennbar wird, entsteht ein eher emotionalisierend-reißerischer als erhellender Einblick.“
Bis zum 20. Februar 2022 wurde die Dokumentation 145 Millionen Stunden gestreamt. Damit war sie die am meisten aufgerufene Dokumentation auf Netflix.

## Folgen der Dokumentation
In der Dokumentation wird am Ende erwähnt, dass Simon Leviev weiter Tinder nutzt. Tinder erklärte darauf, dass sie nach internen Untersuchungen bestätigen können, dass er unter keinem bekannten Alias mehr aktiv sei. Dafür habe Tinder schon bei den ersten Veröffentlichungen 2019 gesorgt. Außerdem wurde er von allen anderen Dating-Plattformen der Match Group verbannt, darunter Match.com, Plenty of Fish und OkCupid.
Drei der im Film genannten Opfer starteten auf GoFundMe einen Spendenaufruf, um 600.000 Pfund zu sammeln. Damit wollen sie ihre Schulden abbezahlen. Dies machen sie, weil sie oft auf Spendenmöglichkeiten angesprochen wurden.
Peter, der Leibwächter von Simon Leviev, hat gegen Netflix Klage eingereicht. Er sei falsch dargestellt worden und habe keine Rolle bei den  Betrügereien von Simon Leviev gehabt.
Simon Leviev, der weiter seine Unschuld betont, verkaufte ein Non-Fungible Token im Zusammenhang mit der Dokumentation. Auf dem Bild ist der verwundete Bodyguard, Peter, zu sehen, was Leviev immer verschickt hat, als er angefangen hat Geld zu verlangen. Außerdem verkauft er T-Shirts mit Sprüchen, die im Zusammenhang mit der Dokumentation stehen. Laut eigenen Angaben arbeite er an einer Dokumentation, um die Geschichte aus seiner Sicht darzustellen.